# FreeCodeCamp
freeCodeCamp (também conhecida como "Free Code Camp") é uma organização sem fins lucrativos que consiste em uma plataforma web de aprendizagem interativa, um fórum de comunidade on-line, salas de bate-papo, publicações Medium e organizações locais que pretendem tornar a aprendizagem de desenvolvimento web acessível  à qualquer pessoa. Começando com tutoriais que introduzem os estudantes em HTML, CSS e JavaScript, os estudantes progridem para atribuições de projetos que eles devem concluir sozinhos ou em pares. Após a conclusão de todas as tarefas do projeto, os estudantes se tornam parceiros de outras organizações sem fins lucrativos para construir aplicativos web, dando aos estudantes experiência de desenvolvimento prático.

## História
freeCodeCamp foi lançada em outubro de 2014 e incorporado como Free Code Camp, Inc. O fundador, Quincy Larson, é um desenvolvedor de software que assumiu à programação após a pós-graduação e criou a freeCodeCamp como uma forma de dinamizar o progresso de um aluno do iniciante ao pronto para o trabalho.
Em uma entrevista de podcast em 2015, ele resumiu sua motivação para criar a freeCodeCamp da seguinte forma: "freeCodeCamp é o meu esforço para corrigir a maneira extremamente ineficiente e tortuoso que aprendi a codificar. Eu estou comprometendo minha carreira e o resto da minha vida para tornar este processo tão eficiente e indolor quanto possível. [...] Todas essas coisas que fizeram aprender a codificar um pesadelo, para mim são coisas que estamos tentando corrigir com a freeCodeCamp."
O currículo original era focado em MongoDB, Express.js, AngularJS, e Node.js e foi estimado a levar 800 horas para ser concluído. Muitas das lições eram links para material livre em outras plataformas, como Codecademy, Stanford, ou Code School. O curso foi dividido em "Waypoints" (tutoriais rápidos e interativos), "Bonfires" (desafios de algoritmos), "Ziplines" (projetos front-end) e "Basejumps" (projetos full-stack). Completando os projetos front-end e full-stack  são concedidos ao aluno os respectivos certificados.
O currículo foi atualizado em janeiro de 2016 para confiar menos em material externo, remover os nomes de seção não convencionais e mudar o foco de AngularJS para React como a biblioteca front-end de escolha. Houve uma série de adições ao curso, incluindo D3.js e Sass, que levou a estimativa de tempo total para 2.080 horas e mais dois certificados, visualização de dados e back-end.

## Currículo
O currículo auto-estimulado envolve 1.200 horas de desafios de codificação interativos e projetos de desenvolvimento web, mais 800 horas de contribuição para projetos de código aberto para organizações sem fins lucrativos e é constantemente expandido por mais desafios e projetos. Isso se traduz em cerca de um ano de codificação em tempo integral. O currículo é dividido em Desenvolvimento Front-End, Visualização de Dados, Desenvolvimento Back-End, e Desenvolvimento Full-Stack. Os participantes recebem um certificado após completar cada seção.
O currículo enfatiza a programação em pares, destinada a fomentar uma cultura de colaboração e aprendizagem compartilhada, que pode superar as dúvidas de um aluno sobre a adequação de suas habilidades (popularmente referida como "síndrome do impostor").
As linguagens e tecnologias atualmente ensinadas pela freeCodeCamp incluem HTML5, CSS3, JavaScript, jQuery, Bootstrap, Sass, React.js, Node.js, Express.js, MongoDB e Git.

## Trabalho sem fins lucrativos
Quando estudantes de freeCodeCamp terminam todos os certificados do currículo, eles têm a oportunidade de trabalhar com organizações sem fins lucrativos. Exemplos têm sido baseados em organizações sem fins lucrativos da Indonesia, Kopernik e People Saving Animals. A organização doou US $ 1.400.000 de trabalho de desenvolvimento para organizações sem fins lucrativos a partir de janeiro de 2017.

## Recepção
A plataforma de freeCodeCamp é usada por cerca de 350.000 visitantes únicos por mês, com estudantes de mais de 160 países.  Em termos de quantidade de tráfego na web no site de acordo com Alexa, freeCodeCamp é classificado em torno de 4.500 em todo o mundo e cerca de 2.200 nos Estados Unidos.
Os estudantes são organizados em mais de 1.500 grupos de estudo locais (conhecidos como "Campsites") ao redor do mundo. Os típicos bootcamps de codificação podem alinhar seus estudantes a habilidades particulares da indústria, mas os estudantes na freeCodeCamp podem ganhar proficiência de tudo em volta com todos os projetos que constroem.